# Lac Ichkeul
Le lac Ichkeul (arabe : بحيرة إشكل) est un lac du nord de la Tunisie. Il fait partie du parc national de l'Ichkeul. Le lac est relié par le canal de Tinja au lac de Bizerte, lui-même relié à la mer Méditerranée.
Le lac et les marécages servent chaque année de lieu d'arrêt pour des centaines de milliers d'oiseaux migrateurs en partance vers l'Afrique subsaharienne. En hiver, le lac est alimenté par de l'eau douce, provenant des oueds à proximité tandis qu'en été il l'est par de l'eau de mer.
Les villes de Tinja, Mateur et Menzel Bourguiba sont les principales villes aux alentours du lac. Menzel Bourguiba et Tinja sont situées sur l'isthme séparant le lac Ichkeul du lac de Bizerte.
Le lac est aussi appelé lac de Mateur.

## Environnement
Le lac fait partie du parc national qui est lui-même classé dans la liste du patrimoine mondial de l'Unesco depuis 1980. En 1996, le site est inscrit sur la liste du patrimoine mondial en péril à cause d'une augmentation de la salinité de ses eaux qui menace de centaines de milliers d'oiseaux migrateurs.
Des images prises par satellite montrent en effet l'évolution du niveau du lac et de la végétation aquatique entre le 14 novembre 2001 (partie supérieure) et le 29 juillet 2005 (partie inférieure), la végétation apparaissant en rouge. Bien que le niveau du lac soit plus élevé en 2005 qu'en 2001, une large partie du lac apparaît en rouge en raison de la présence de plantes aquatiques car les barrages construits en amont ont réduit de façon importante l'apport d'eau douce dans le lac et les marais, les plantes d'eau douce ayant été remplacées par des plantes adaptées au milieu salé. Ces changements ont engendré une réduction significative des populations d'oiseaux migrateurs qui dépendent de la variété des plantes qui existaient auparavant. Les autorités tunisiennes mettent alors fin à l'utilisation agricole des eaux du lac, réduisant progressivement la salinité et permettant le retour de nombreuses espèces d'oiseaux sur le site. En 2006, ce dernier est donc retiré de la liste du patrimoine mondial en péril.

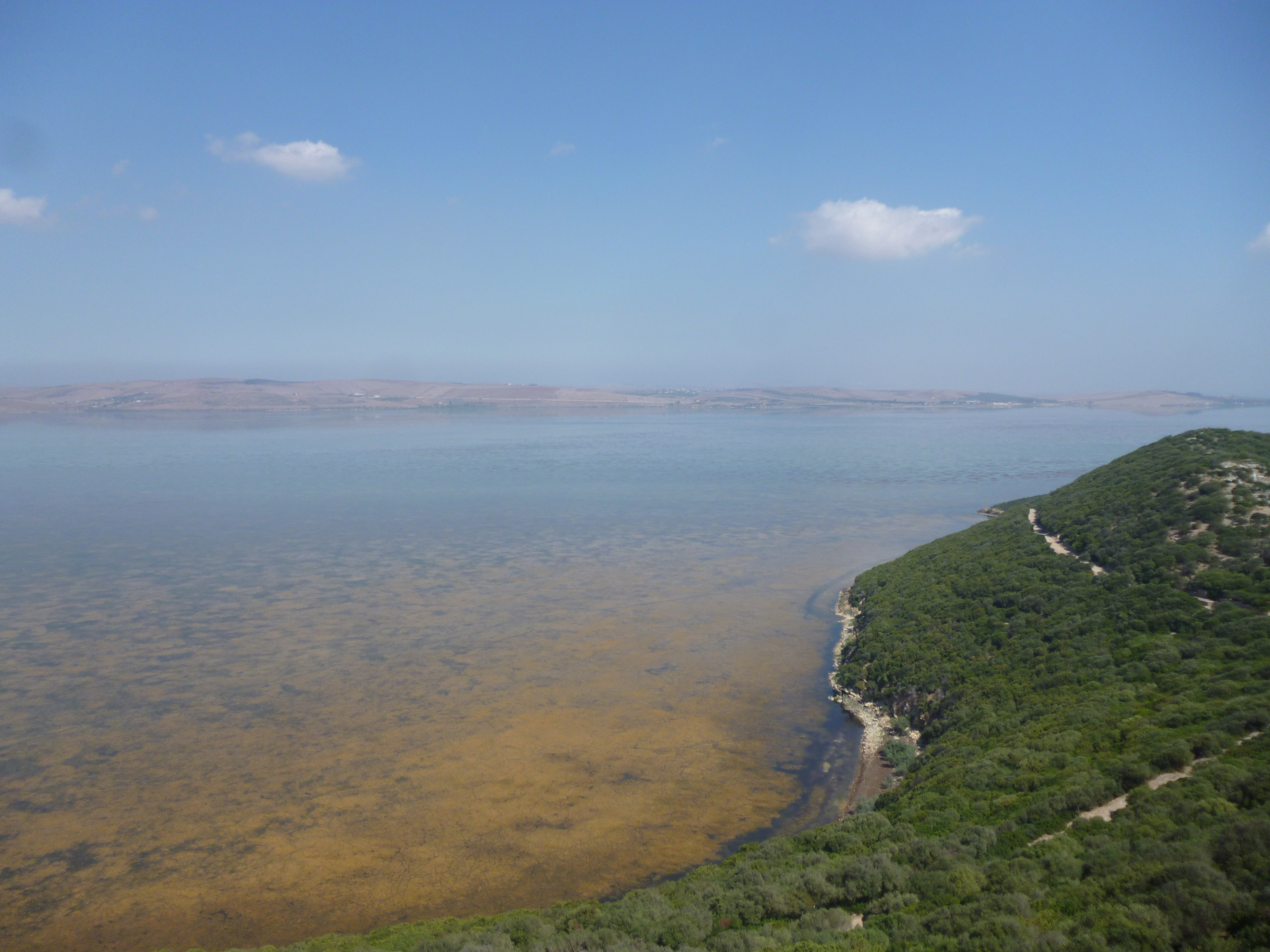
Paysage du lac.
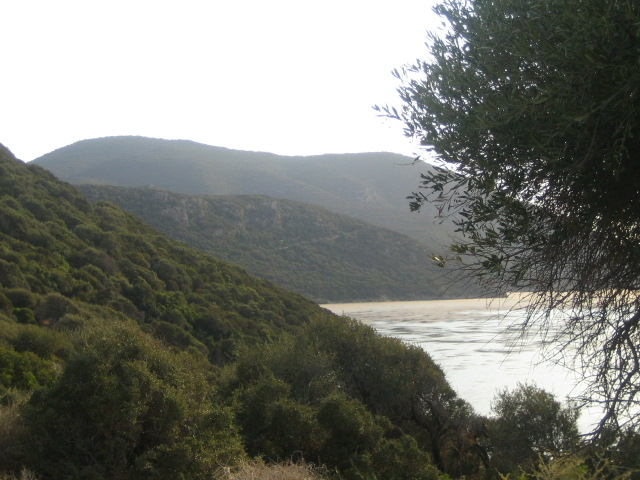
Vue du lac Ichkeul.
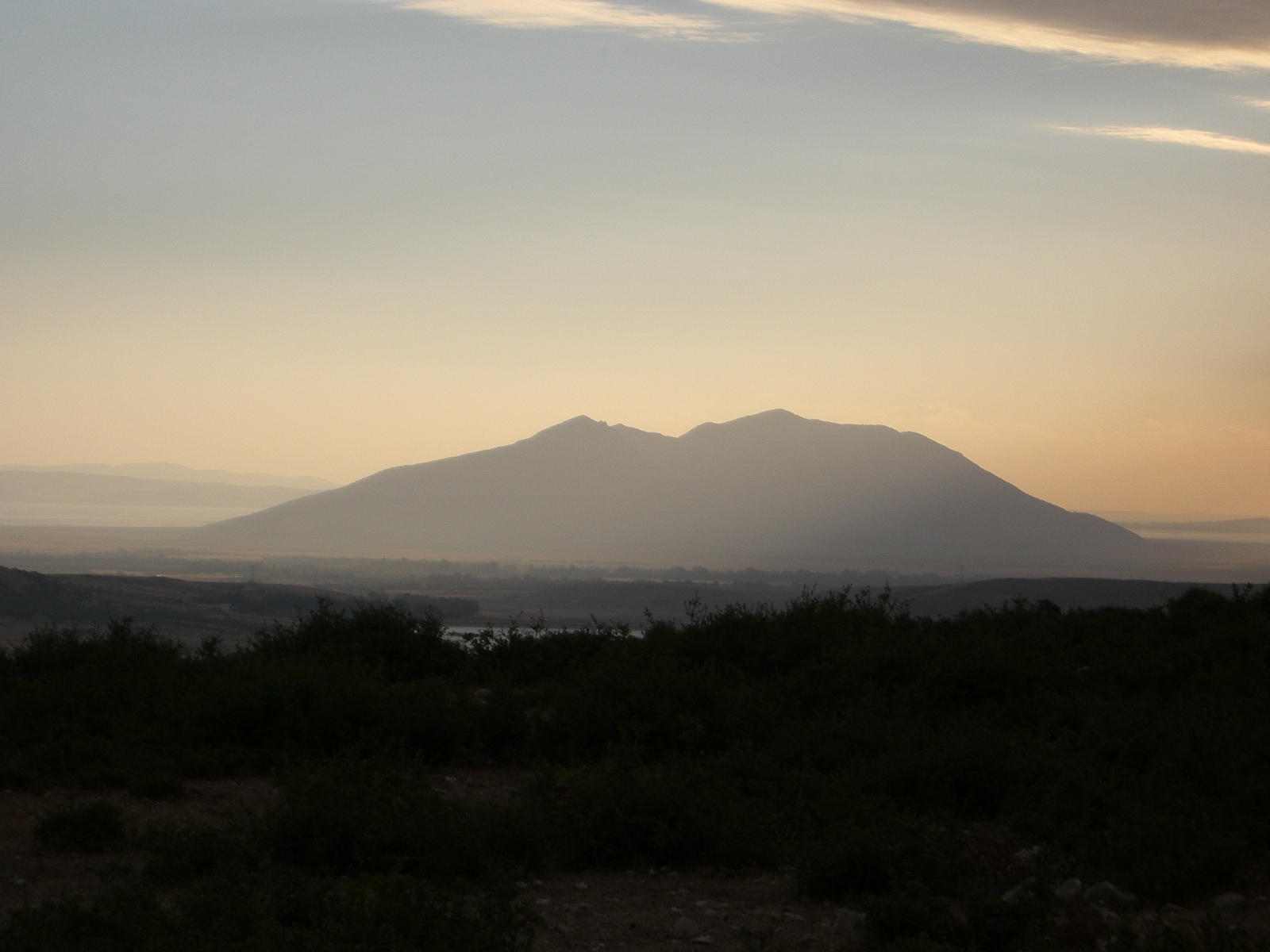
Vue matinale de la montagne dominant le lac.
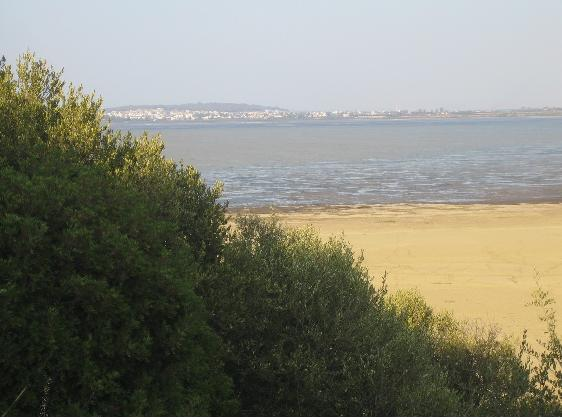
Rive du lac.

### Faune

#### Avifaune

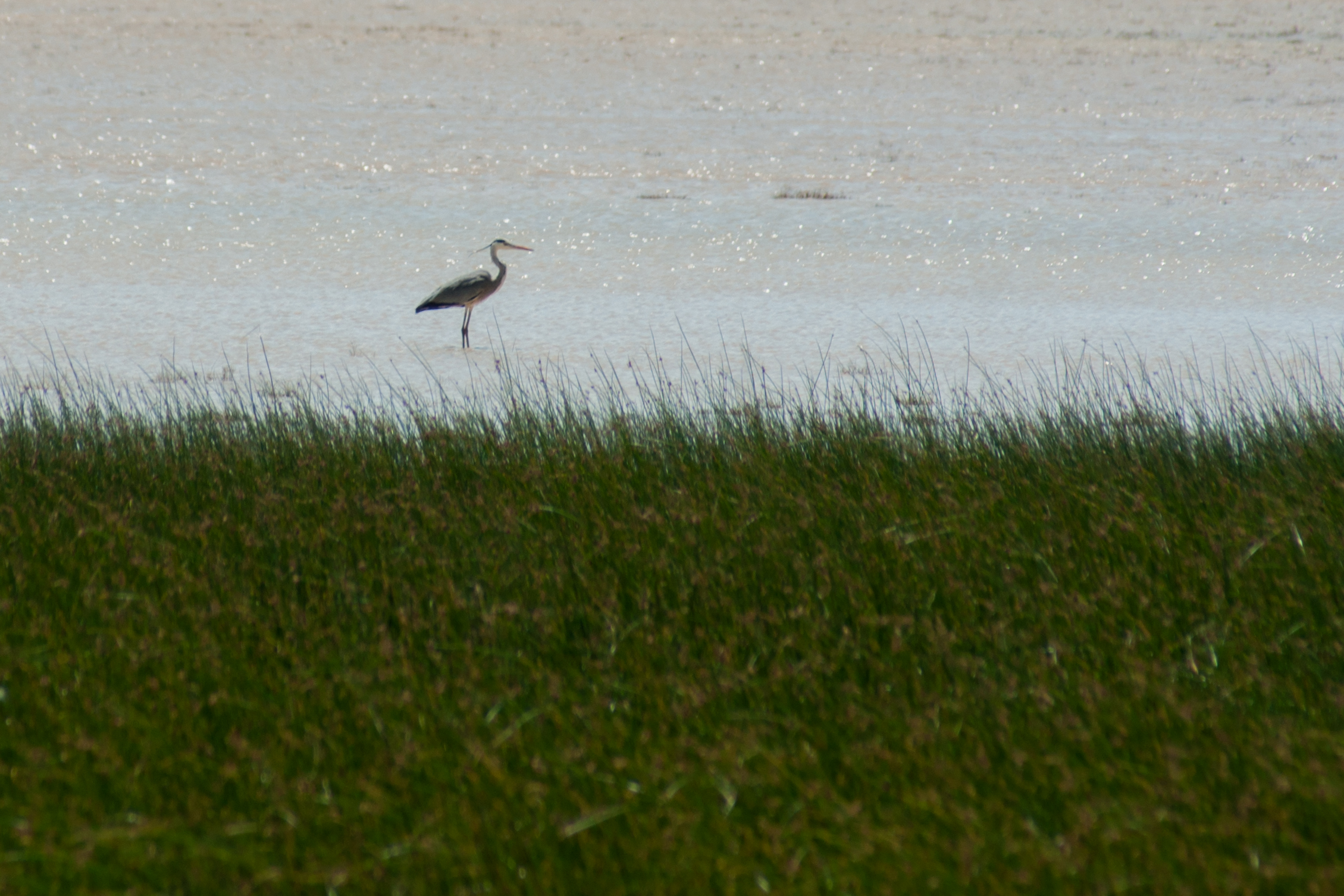
Héron cendré posé sur le lac.

Ichkeul est l'une des zones humides les plus importantes en Méditerranée occidentale, avec le parc national de Doñana en Espagne, la Camargue en France et El Kala en Algérie, pour l'hibernation des espèces du Paléarctique nord et la reproduction des espèces du Paléarctique sud. Jusque 300 à 400 000 oiseaux ont déjà été présents en même temps sur ce lac. Parmi les espèces aux effectifs les plus abondants figurent le canard siffleur (Anas penelope), avec 10 à 50 000 individus, voire 112 000, le fuligule milouin (Aythya freina ; 10 000-90 000 ; 120 000 en 1971), la foulque macroule (Fulca atra ; 2 000-45 000 ; 188 000 en 1973).
Le lac Ichkeul constitue le site d'hibernation privilégié de l’oie cendrée (Anser anser). Des espèces menacées, selon l'UICN, le fréquentent : la vulnérable marmaronette marbrée (Marmaronetta angustirostris), l’érismature à tête blanche (Oxyura leucocephala), espèce en danger, et le courlis à bec grêle (Numenius tenuirostris), en danger critique d'extinction.
Le fuligule nyroca (Aythya nyroca), le râle des genêts (Crex crex), la sarcelle d'hiver (Anas crecca), le canard souchet (Anas clypeata), le canard pilet (Anas acuta) et l'échasse blanche (Himantopus himantopus) hibernent également ici, tandis que le flamant rose (Phoenicopterus roseus) y passe l'été. Le rougequeue de Moussier (Phoenicurus moussieri) est endémique de l'Atlas du nord-ouest de l'Afrique. La glaréole à collier (Glareola pratincola) est également présente sur les bords du lac.
Plusieurs rapaces fréquentent le site : le vautour percnoptère (Neophron percnopterus), espèce en danger, l'aigle de Bonelli (Aquila fasciata) et l'aigle botté (Hieraaetus pennatus), les busards des roseaux (Circus aeruginosus), le pâle (Circus macrourus), le cendré (Circus pygargus) et le Saint-Martin (Circus cyaneus), la buse féroce (Buteo rufinus), les faucons lanier (Falco biarmicus), d'Éléonore (Falco eleonorae) et pèlerin (Falco peregrinus).

#### Mammalofaune
La loutre d'Europe (Lutra lutra), chassée pour sa chair, pourrait avoir disparu du site. Le sanglier (Sus scrofa), le buffle domestique (Bubalus bubalis) introduit, le porc-épic à crête (Hystrix cristata), le chacal doré (Canis aureus), la genette commune (Genetta genetta), le rat des pharaons (Herpestes ichneumon) et le chat sauvage d’Afrique ou chat ganté (Felis silvestris lybica) sont présents sur le site.

#### Herpétofaune
Le lac, les oueds et les marais environnants servent de milieux de reproduction à au moins cinq espèces d'amphibiens : la grenouille du Sahara (Pelophylax saharicus), le discoglosse peint (Discoglossus pictus), le crapaud de Mauritanie (Sclerophrys mauritanica), la rainette méridionale (Hyla meridionalis), qui en Tunisie et dans l'ouest de l'Algérie forme une unité évolutive distincte qui mériterait un statut spécifique, et le pleurodèle de poiret (Pleurodeles nebulosus). Le crapaud commun (Bufo spinosus), signalé comme présent par l’écomusée du parc, est limité à l’extrême nord-ouest de la Tunisie et n'est donc sans doute pas présent dans le parc. La présence du crapaud vert d’Afrique du Nord (Bufotes boulengeri), une espèce assez résistante à la salinité, est possible. Tous les amphibiens de Tunisie dépendent de l'eau douce pour leur reproduction même si certaines espèces peuvent tolérer un certain niveau de salinité.
Les reptiles liées aux milieux aquatiques sont l'émyde lépreuse (Mauremys leprosa), la cistude (Emys orbicularis) et la couleuvre vipérine (Natrix maura). La présence de la couleuvre à collier (Natrix natrix), espèce très rare en Tunisie, est possible ; elle est comme la cistude d'affinité paléarctique et liée aux zones les plus humides et aux grands systèmes hydrauliques. La cistude est également très rare et menacée par l'augmentation de la salinité. L'émyde lépreuse et la couleuvre vipérine en revanche sont très abondantes, notamment à l'embouchure des oueds.

### Flore
L'espèce dominante du lac est le potamot pectiné (Stuckenia pectinata) qui est l'alimentation principale des oies hivernantes ; sa reproduction nécessite une salinité inférieure à 10 grammes par litre durant plusieurs mois de l'année. Les autres espèces caractéristiques sont Ruppia cirrhosa, Phragmites australis, Tamarix africana, etc.